# Villerest
Villerest [vilʁɛ] est une commune française située dans le département de la Loire en région Auvergne-Rhône-Alpes.

## Géographie
La commune de Villerest se situe à proximité de l'agglomération roannaise. Elle est située en bordure de la Loire, à l'endroit où le fleuve sort des gorges séparant monts du Lyonnais et Forez. C'est sur la commune qu'est implanté, depuis 1982, l'un des principaux barrages EDF du fleuve ligérien, le barrage de Villerest. Le barrage est un énorme ouvrage de plus de 450 mètres de longueur de crête avec un phare et a donné naissance à un plan d'eau de près de 30 km, appelé lac de Villerest.
Autour du lac, village médiéval de Villerest, château de Champlong et Château de La Roche, etc.

### Tourisme vert
- Balades à pied, à cheval ou à VTT, pêche à la ligne, tennis ou golf.
- Deux circuits balisés permettant de découvrir la campagne.
- La Loire et le barrage : 
  - le circuit botanique de Grézelon totalise 7 km avec deux raccourcis de 5 et 3 km ;
  - le circuit le chemin des puits ou encore le Moyen Âge est long de 10 km avec deux petites boucles de 4.5 et 6 km.

### Lac de Villerest
Tout au long de la retenue, plusieurs mises à l'eau ont été aménagées, ainsi que deux ports de plaisance. Un vaste choix d'activités de loisirs nautiques sont proposées : baignade surveillée en juillet et en août, dériveurs, planche à voile, location de pédalos, canoë, etc.
Autres activités sur place : camping, golf, aires de pique-nique, piste de voitures électrique, circuits pédestres au bord du lac, etc.

### Climat
Pour des articles plus généraux, voir Climat d'Auvergne-Rhône-Alpes et Climat de la Loire.
En 2010, le climat de la commune est de type climat océanique dégradé des plaines du Centre et du Nord, selon une étude du Centre national de la recherche scientifique s'appuyant sur une série de données couvrant la période 1971-2000. En 2020, Météo-France publie une typologie des climats de la France métropolitaine dans laquelle la commune est exposée à un climat de montagne ou de marges de montagne et est dans la région climatique  Nord-est du Massif Central, caractérisée par une pluviométrie annuelle de 800 à 1 200 mm, bien répartie dans l’année. 
Pour la période 1971-2000, la température annuelle moyenne est de 10,8 °C, avec une amplitude thermique annuelle de 16,4 °C. Le cumul annuel moyen de précipitations est de 756 mm, avec 9,5 jours de précipitations en janvier et 7,2 jours en juillet. Pour la période 1991-2020, la température moyenne annuelle observée sur la station météorologique de Météo-France la plus proche, « Riorges - Man », sur la commune de Riorges à 6 km à vol d'oiseau, est de 12,3 °C et le cumul annuel moyen de précipitations est de 711,4 mm,. Pour l'avenir, les paramètres climatiques de la commune estimés pour 2050 selon différents scénarios d'émission de gaz à effet de serre sont consultables sur un site dédié publié par Météo-France en novembre 2022.
| Mois                                  | jan.           | fév.           | mars          | avril         | mai           | juin          | jui.          | août          | sep.            | oct.            | nov.             | déc.           | année    |
| ------------------------------------- | -------------- | -------------- | ------------- | ------------- | ------------- | ------------- | ------------- | ------------- | --------------- | --------------- | ---------------- | -------------- | -------- |
| Température minimale moyenne (°C)     | 0,5            | 0,3            | 2,5           | 5,1           | 9,2           | 13            | 14,8          | 14,4          | 10,6            | 8,1             | 3,8              | 1,3            | 7        |
| Température moyenne (°C)              | 4,1            | 4,8            | 8,2           | 11,2          | 15,3          | 19,2          | 21,2          | 21            | 16,7            | 12,9            | 7,7              | 4,8            | 12,3     |
| Température maximale moyenne (°C)     | 7,8            | 9,3            | 13,8          | 17,2          | 21,3          | 25,4          | 27,6          | 27,6          | 22,7            | 17,8            | 11,7             | 8,2            | 17,5     |
| Record de froid (°C) date du record   | −25 23.01.1963 | −21 05.02.1963 | −14 01.03.05  | −8 08.04.03   | −3 01.05.1960 | 1 04.06.1962  | 3 07.07.1962  | 2 31.08.1998  | −1,8 29.09.1972 | −9,4 30.10.1997 | −11,6 24.11.1998 | −16 22.12.1963 | −25 1963 |
| Record de chaleur (°C) date du record | 18,6 10.01.15  | 24 28.02.1960  | 27,3 24.03.01 | 33 19.04.1949 | 35 17.05.1945 | 40,2 27.06.19 | 42 30.07.1947 | 40,8 12.08.03 | 38 06.09.1949   | 30,6 04.10.04   | 25 09.11.1985    | 21 05.12.06    | 42 1947  |
| Précipitations (mm)                   | 41,8           | 33             | 37,9          | 53,4          | 78,3          | 74,2          | 73            | 69,9          | 68,1            | 69,1            | 68,2             | 44,5           | 711,4    |

## Urbanisme

### Typologie
Au 1er janvier 2024, Villerest est catégorisée ceinture urbaine, selon la nouvelle grille communale de densité à sept niveaux définie par l'Insee en 2022.
Elle appartient à l'unité urbaine de Roanne, une agglomération intra-départementale regroupant 15  communes, dont elle est une commune de la banlieue,,. Par ailleurs la commune fait partie de l'aire d'attraction de Roanne, dont elle est une commune de la couronne,. Cette aire, qui regroupe 88 communes, est catégorisée dans les aires de 50 000 à moins de 200 000 habitants,.

## Histoire

### Préhistoire
Le site de Vigne Brun a livré du Gravettien.

### Bourg médiéval
Situé en hauteur, le bourg médiéval de Villarys avec ses remparts et sa Porte de Bise, site classé et ses maisons en encorbellement et à colombages des XVe siècle et XVIe siècles.

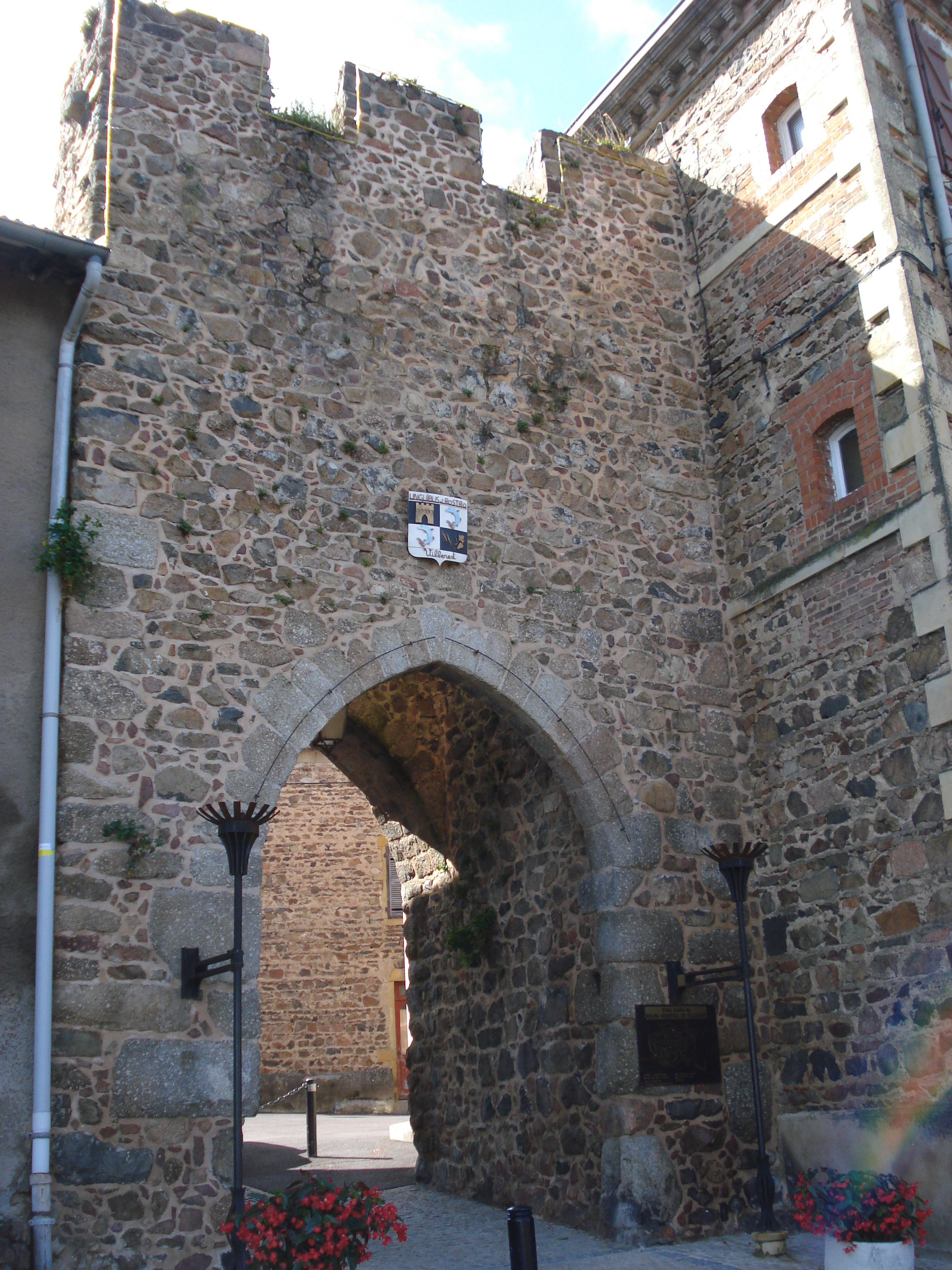
La porte de Bise.
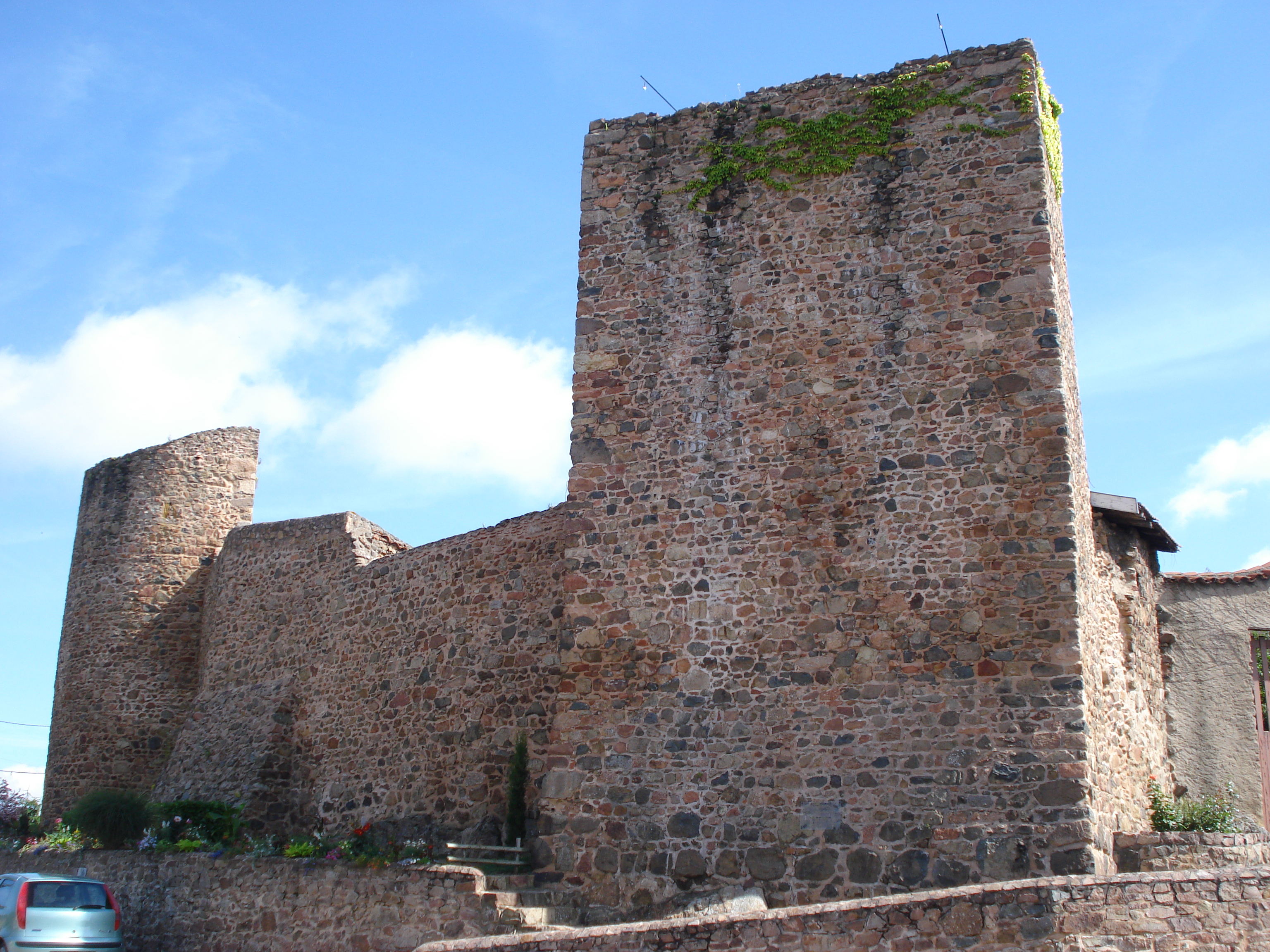
Les remparts.
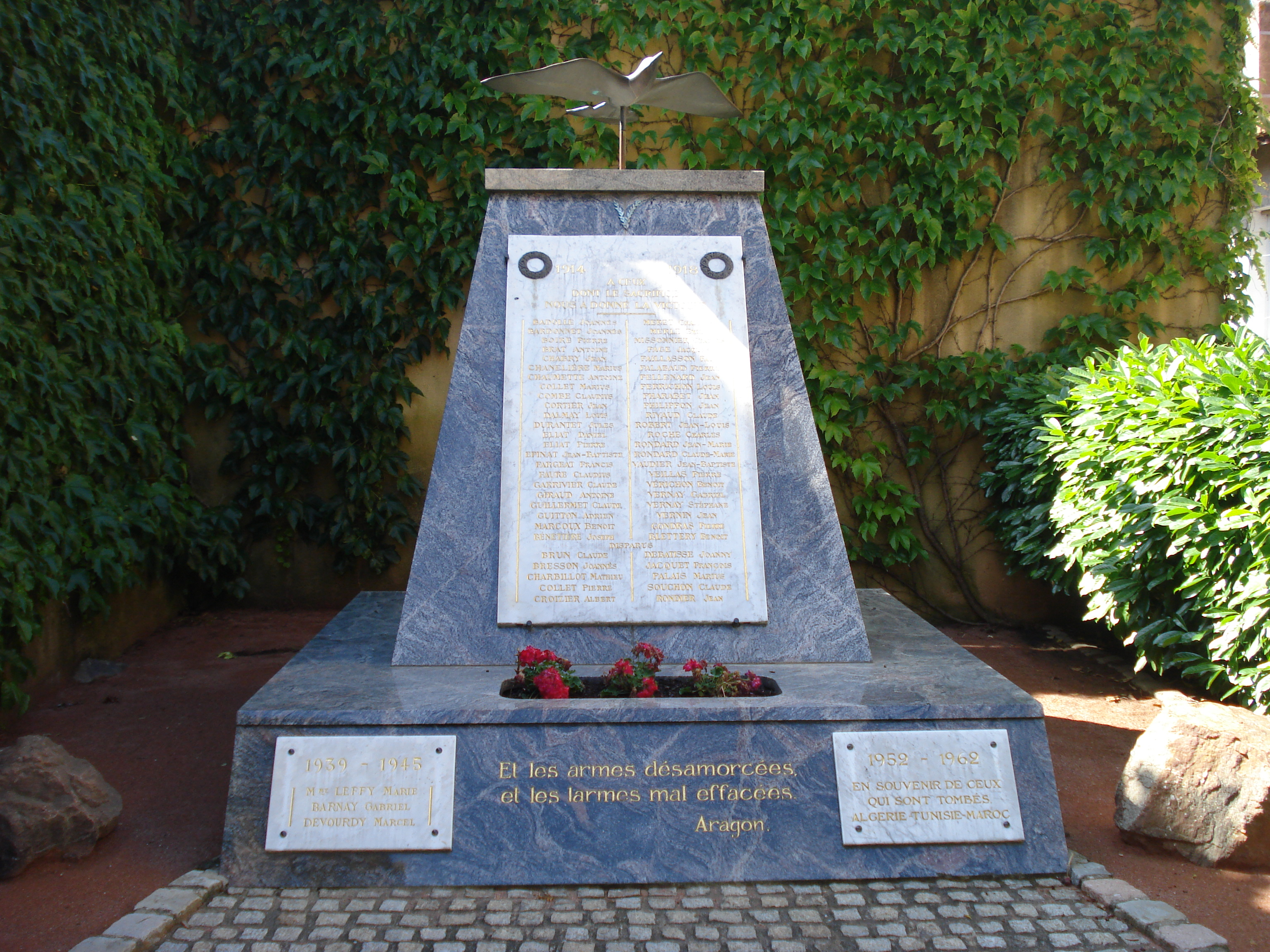
Le monument aux morts.
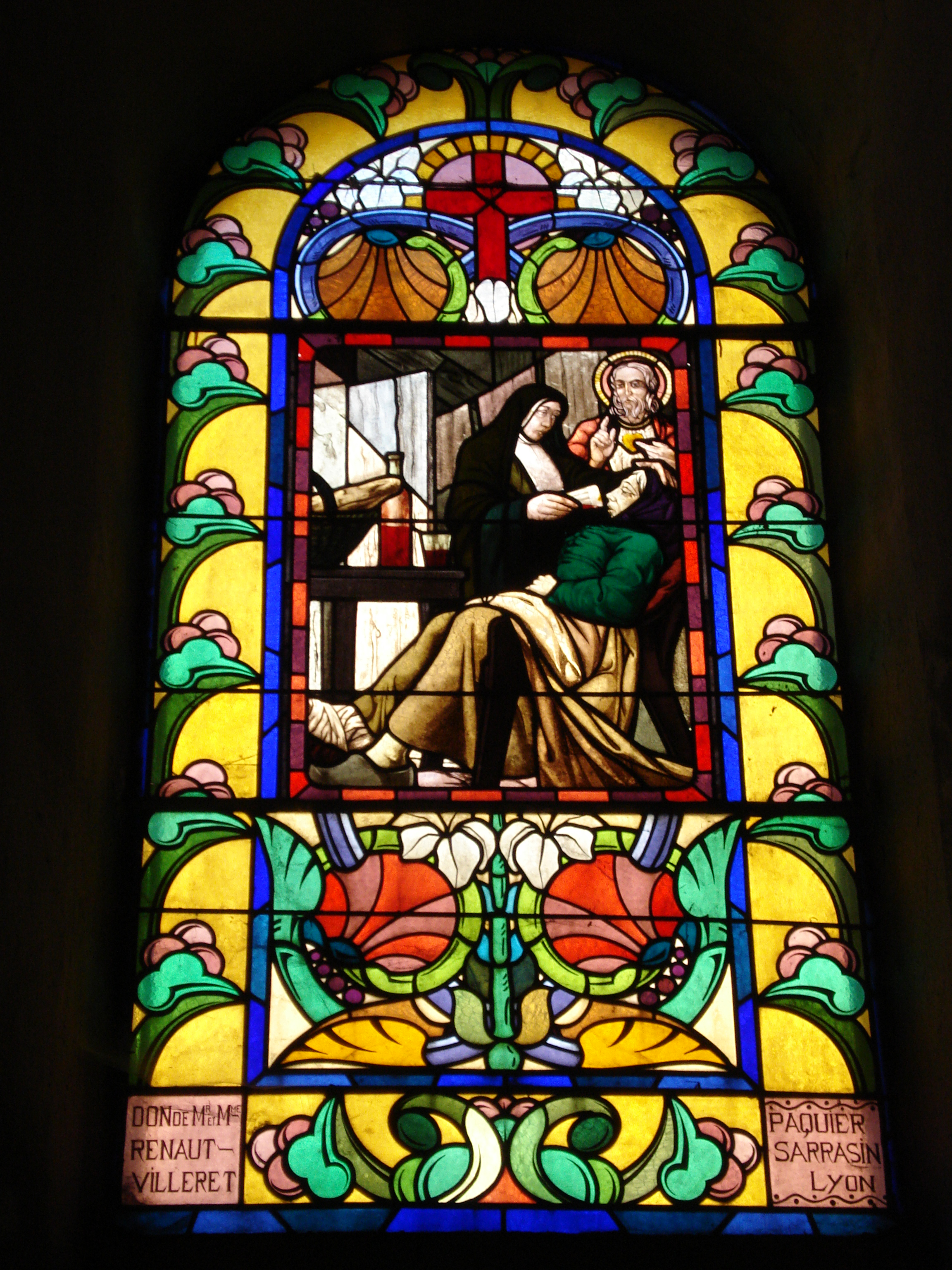
Un vitrail dans l'église.
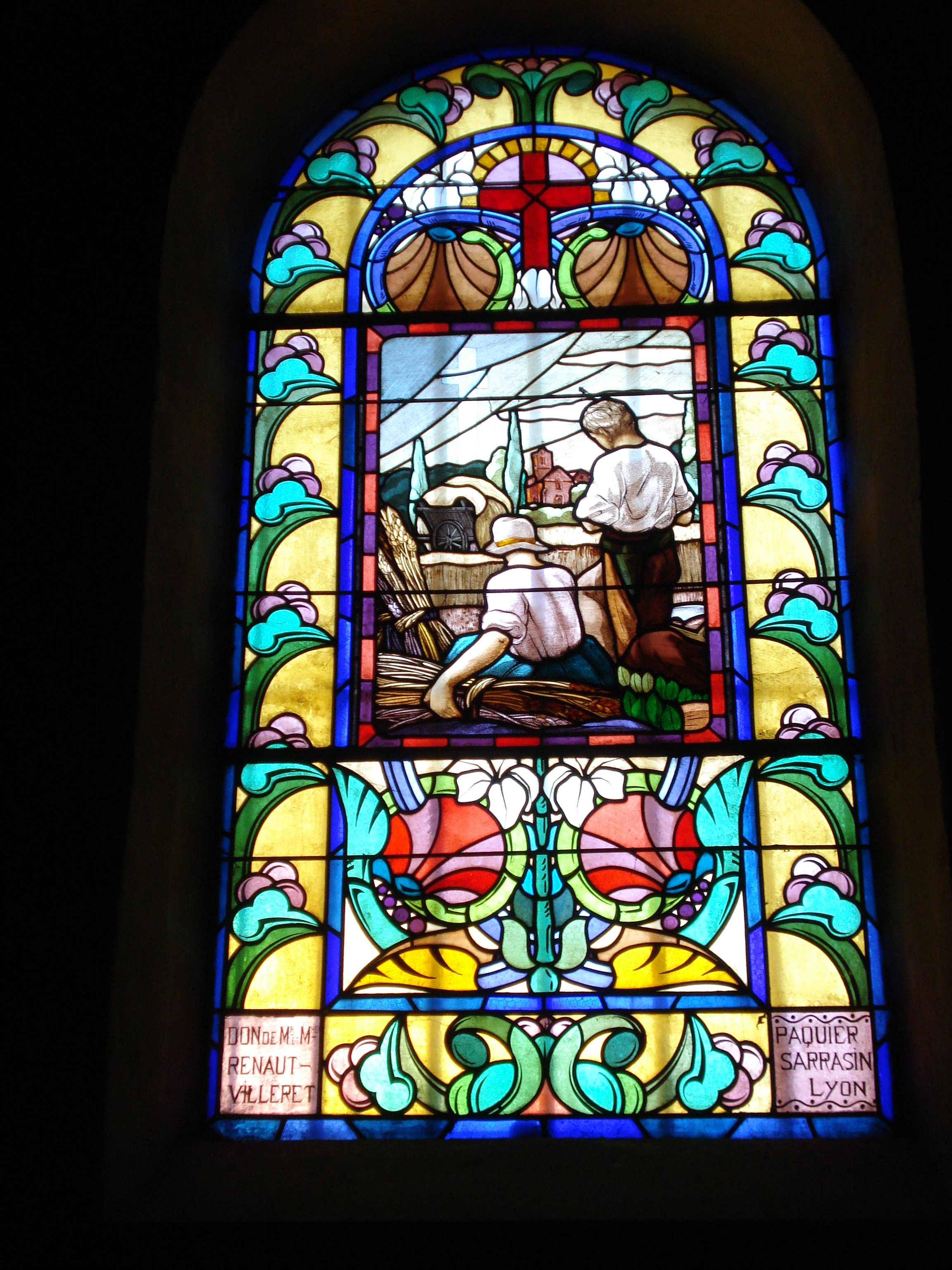
Un vitrail dans l'église.
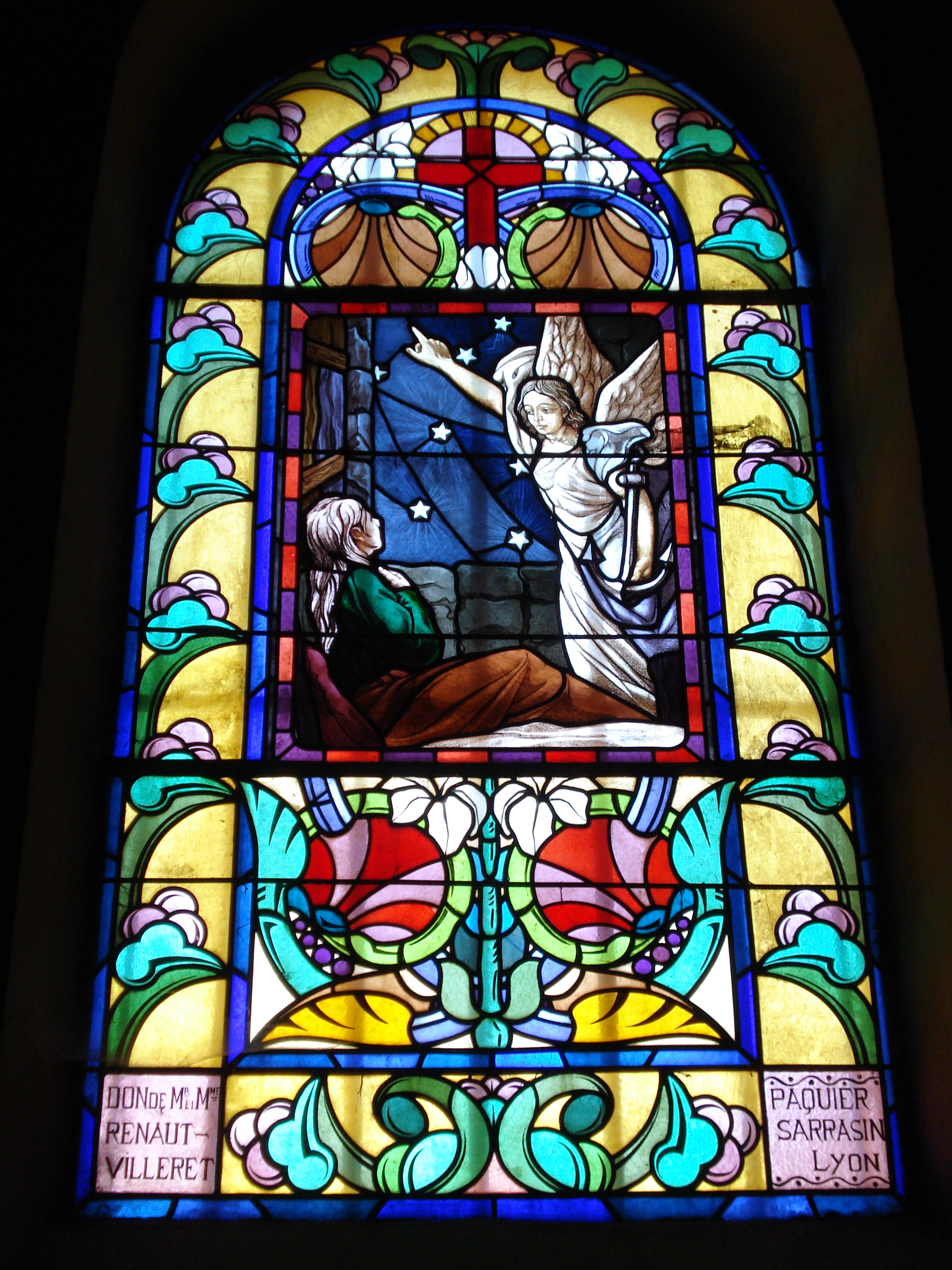
Un vitrail dans l'église.

### Histoire récente
Le 9 janvier 1965, Villerêt prend le nom de Villerest.
Après le vote de la loi du 16 juillet 1971, dite « loi Marcellin », qui institue des plans de regroupement et tend à promouvoir des fusions de communes, le conseil municipal de Villerest est le seul de l'agglomération roannaise à accepter un regroupement avec Roanne et à devenir commune associée. Il soumet cependant sa décision à validation par un référendum qui a lieu le 17 décembre 1972. La fusion est repoussée par 506 voix contre 273.
En juillet 1991, un projet de district de l'agglomération roannaise se concrétise, dont le périmètre proposé par la préfecture englobe Villerest. Le conseil municipal décide de nouveau d'organiser un référendum le 15 septembre 1991 pour approuver ou non cette décision — décision qui fera l'objet de la désapprobation d'Yves Nicolin, élu député de la 5e circonscription de la Loire en 1993 et futur maire de Roanne,. Avec une abstention d'un électeur sur deux, une large majorité des votants refuse l'adhésion. En dépit de ce refus, le district créé en décembre 1991 intègre la commune de Villerest, qui s'en extrait le 1er juillet 1992. Celle-ci revient sur sa décision et devient, le 19 novembre 1996, la sixième commune du district.

## Politique et administration

### Liste des maires
| Période                                  | Période   | Identité              | Étiquette | Qualité          |
| ---------------------------------------- | --------- | --------------------- | --------- | ---------------- |
| Les données manquantes sont à compléter. |           |                       |           |                  |
| 1808                                     | 1815      | Pierre Joseph Mergien |           |                  |
| 1815                                     | 1821      | Claude Mergien        |           |                  |
| 1821                                     | 1848      | François Decoray      |           |                  |
| 1848                                     | 1870      | Jean Étienne Bussiere |           |                  |
| 1870                                     | 1872      | Jean Marie Letang     |           |                  |
| 1872                                     | 1873      | Jules Henry Rabourdin |           |                  |
| 1873                                     | 1884      | Antoine Donjon        |           |                  |
| 1898                                     | 1900      | Jean Baptiste Chaize  |           |                  |
| 1900                                     | 1908      | Gabriel Meret         |           |                  |
| 1908                                     | 1910      | Jean Marie Giraud     |           |                  |
| 1910                                     | 1911      | Benoît Berthier       |           |                  |
| 1912                                     | 1912      | Jean Marie Giraud     |           |                  |
| 1912                                     | 1919      | Jules Rabourdin       |           |                  |
| 1919                                     | 1935      | Jean Baudinat         |           |                  |
| 1935                                     | 1941      | Joannès Plasson       |           |                  |
| 1941                                     | 1944      | Louis Chaffal         |           |                  |
| 1944                                     | 1959      | Joseph Champremier    |           |                  |
| 1959                                     | 1965      | Albert Lievre         |           |                  |
| 1965                                     | 1983      | Albert Allard         |           |                  |
| 1983                                     | 1994      | Guy Champremier       |           |                  |
| juin 1995                                | mars 2001 | Christian Féré        | DVG       |                  |
| mars 2001                                | mars 2008 | Michel Derinck        | DVD       |                  |
| mars 2008                                | 2014      | Paul Court            | DVG       |                  |
| 2014                                     | En cours  | Philippe Perron       | DVD       | Agent commercial |

### Jumelages
| Ville | Ville       | Pays | Pays        | Période     |
| ----- | ----------- | ---- | ----------- | ----------- |
|       | Cerrione    |      | Italie      | depuis 2006 |
|       | Storrington |      | Royaume-Uni | depuis 1997 |

## Démographie
L'évolution du nombre d'habitants est connue à travers les recensements de la population effectués dans la commune depuis 1793. Pour les communes de moins de 10 000 habitants, une enquête de recensement portant sur toute la population est réalisée tous les cinq ans, les populations de référence des années intermédiaires étant quant à elles estimées par interpolation ou extrapolation. Pour la commune, le premier recensement exhaustif entrant dans le cadre du nouveau dispositif a été réalisé en 2008.

En 2022, la commune comptait 5 175 habitants, en évolution de +6,92 % par rapport à 2016 (Loire : +1,32 %, France hors Mayotte : +2,11 %).
| 1793 | 1800 | 1806 | 1821 | 1831 | 1836  | 1841 | 1846  | 1851  |
| ---- | ---- | ---- | ---- | ---- | ----- | ---- | ----- | ----- |
| 950  | 435  | 546  | 587  | 964  | 1 030 | 976  | 1 006 | 1 031 |

| 1856  | 1861  | 1866  | 1872  | 1876  | 1881  | 1886  | 1891  | 1896  |
| ----- | ----- | ----- | ----- | ----- | ----- | ----- | ----- | ----- |
| 1 130 | 1 211 | 1 208 | 1 207 | 1 227 | 1 230 | 1 281 | 1 270 | 1 218 |

| 1901  | 1906  | 1911  | 1921 | 1926  | 1931  | 1936  | 1946  | 1954  |
| ----- | ----- | ----- | ---- | ----- | ----- | ----- | ----- | ----- |
| 1 204 | 1 201 | 1 149 | 976  | 1 034 | 1 127 | 1 076 | 1 039 | 1 286 |

| 1962  | 1968  | 1975  | 1982  | 1990  | 1999  | 2006  | 2008  | 2013  |
| ----- | ----- | ----- | ----- | ----- | ----- | ----- | ----- | ----- |
| 1 524 | 1 743 | 2 239 | 2 928 | 4 104 | 4 243 | 4 392 | 4 436 | 4 726 |

| 2018  | 2022  | - | - | - | - | - | - | - |
| ----- | ----- | - | - | - | - | - | - | - |
| 4 965 | 5 175 | - | - | - | - | - | - | - |

La commune a connu une explosion démographique contrastant avec l'évolution constatée dans les communes limitrophes, Roanne en tête. On peut attribuer ce succès à l'implantation du barrage de Villerest, qui outre les nouveaux emplois directement créés améliora le cadre de vie avec la création d'un grand lac de retenue.

## Culture locale et patrimoine

### Lieux et monuments

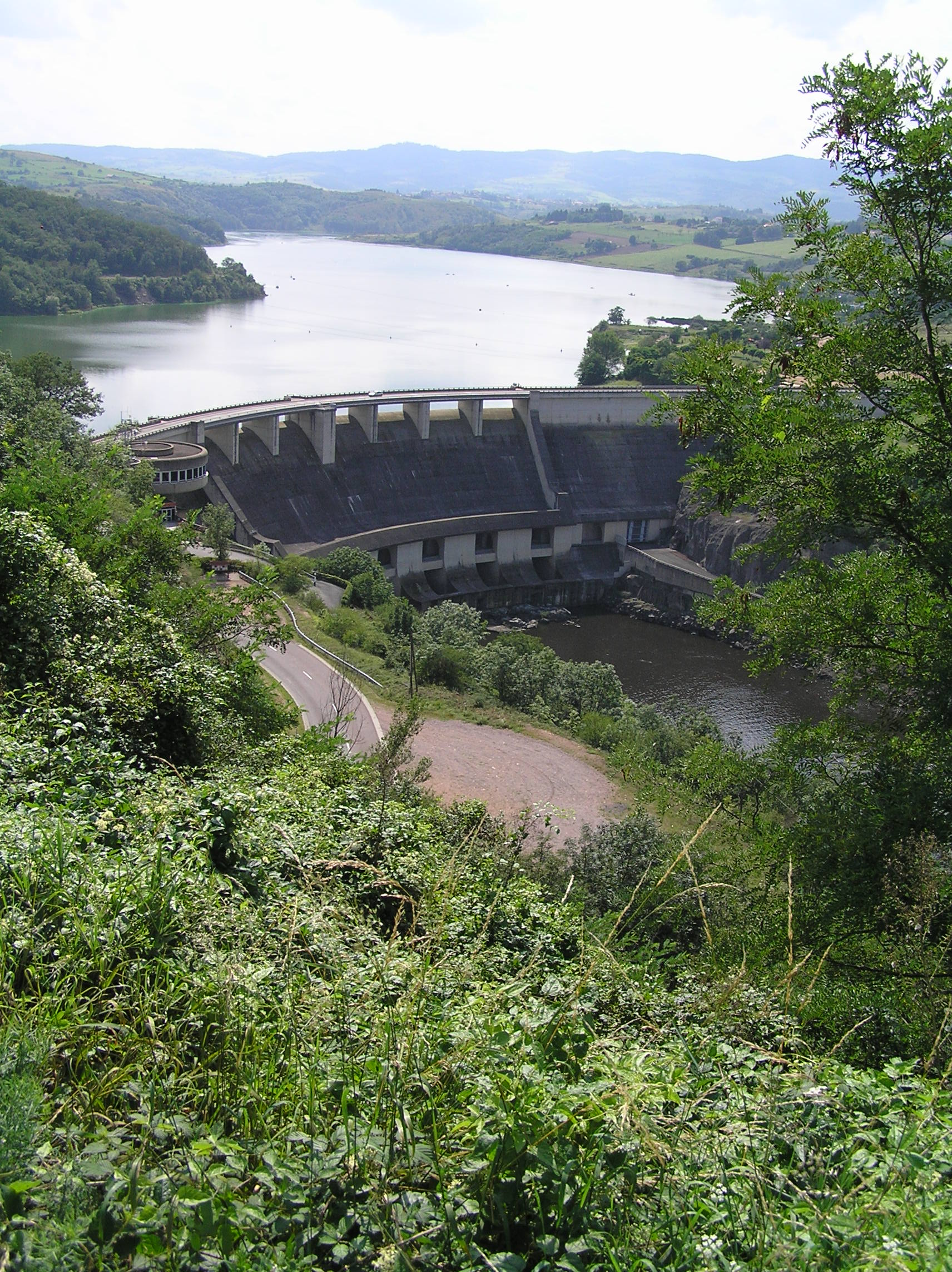
Barrage de Villerest.

- Église Saint-Prix de Villerest. L'édifice a été inscrit au titre des monuments historiques en 2014[23].
- Village fortifié : bourg médiévale et ses remparts, la porte de bise, etc.
- Pont du Vernay sur la Loire : inauguré le 26 août 1906[24] reliant la commune de Commelle-Vernay à Villerest.
- Oppidum vitrifié de Lourdon, sur un éperon rocheux en avancée dans une boucle de la Loire. Site privé, exclusivement ouvert lors des Journées du patrimoine (renseignements auprès du service patrimoine de la mairie de Villerest). Sur les vestiges a été élevée, au XIXe siècle, la statue d'une Vierge de Lourdes.
- Le Barrage de Villerest dont la construction  a débuté en 1978 a été mis en service en 1982.
- Lac de Villerest (Gorges de la Loire).
- Musée de l'Heure et du Feu : musée sur l'histoire du feu et des instruments pour le fabriquer, installé dans un ancien logis forézien. Riche collection de briquets, cuisine de Céline avec ses anciens ustensiles et une collection d'horloges, pendules et montres.
- Train touristique des belvédères de Commelle-Vernay (après le barrage) : promenade en longeant le Lac de Villerest (la Loire), le Barrage de Villerest et les paysages du roannais. 3,5 km entre les deux belvédères[25].

### Héraldique
|  | Les armoiries de Villerest se blasonnent ainsi : Ecartelé ; au premier de sable à la tour-porte du lieu, au deuxième et au troisième d’argent au dauphin d’azur loré, crêté, barbé et pautré de gueules, au quatrième de sable aux deux épis de blé tigés d’or senestrés d’une grappe de raisin feuillée d’une pièce du même. |

## Événements
- Triathlon Roanne/Villerest : début juin.
- Fête de l'eau, sur le thème des sports nautiques : début juillet.
- Spectacle équestre et feu d'artifice sur le lac : le 13 juillet.
- Tournoi Espoirs Elite (basket) : début septembre[26]
- Run Night Fever : fin octobre

## Personnalités liées à la commune
- Antoine Lacassagne (° 1884 - † 1971), médecin et biologiste, est né à Villerest.